# 826

## Догађаји
- Дански краљ Харалд Клак добија фризијску жупанију Ристринген, на поклон од каролиншког цара Луја Побожног. Харалд Клак прихвата хришћанство и крштен је са супругом и сином Годфридом у Мајнцу.

- Лудвиг II Немачки, оснивач источно-франачке гране Каролиншке династије, почиње самостално да влада у Краљевини Баварској.
- Арапи, који су окупирали острво Крит, одбили су напад византијске флоте.
- Баграт је започео ослобађање Јерменије од арапске власти.
- Протеривање из земље Харалда, краља Данске.

- Краљ Мерсије Борнвулф напада Источну Англију, али је убијен у бици. Наследио га је Лудека као владар Мерсије.
- Принц Етелвулф, син краља Егберта од Весекса, напада Кент и протерује његовог промерсијског краља Балдреда.
- Мај – Еуфемије, византијски адмирал, организује устанак на Сицилији против цара Михаила II. Проглашава се царем (са титулом василеуса) у Сиракузи, независно од Цариграда. Заузврат, Еуфемије је поражен од стране византијских трупа (појачања са Истока) и протеран је у Северну Африку.

## Смрти
- Михаил Синадски - епископ синадски.
- Теодор Студит - хришћански светитељ, византијски монах, аскета и књижевник